# Нерасшифрованная письменность
Нерасшифрованная (недешифрованная) письменность — письменность, значение знаков которой частично или полностью непонятно. Особняком стоит проблема нерасшифрованных языков, письменности которых понятны, но которые, тем не менее, не могут быть поняты при современном уровне знаний.

## Классификация

### По историческим периодам

#### Датировка неизвестна
- Ситовская надпись (вариант фригийского письма?)

#### Протописьменность
- Табличка из Диспилио
- Карановская надпись[1][2]
- Протошумерское письмо
- Протоэламское письмо
- Письменность банпо[англ.]
- Письменность винча[англ.] (Дунайское протописьмо, Тэртэрийские надписи)
- Письменность Цзяху
- Урартские иероглифы
- Письменность долины Инда
- Критское письмо — ранние формы (в том числе — Критские иероглифы, Линейное письмо А, Троянское письмо)
- Фестский диск и Секира из Аркалохори
- Кипро-минойское письмо
- Библское письмо
- Ханаанейское письмо
- Синайское письмо
- Эламское линейное письмо
- Письменность Вади-эль-Холь[англ.]
- Юго-западное иберское письмо[англ.] и Юго-восточное иберское письмо[англ.] (вместе с расшифрованным Северо-восточным письмом составляют Палеоиспанское письмо)
- Каскахальский блок
- Майкопская плита

#### Средние века
- Иссыкское письмо
- Болгарские руны
- Киданьская письменность
- Месоамериканские системы письма (миштекское письмо, инкское письмо, кипу, Каскахальский камень (ольмекское письмо), сапотекское письмо, Истмианское письмо и др.)
- Сингапурский камень
- Чжурчжэньское письмо

#### Эпоха Возрождения — по настоящее время
- Кодекс Рохонци
- Манускрипт Войнича
- Ронго-ронго (письменность острова Пасхи)
- Codex Seraphinianus
- Криптограммы Бейла
- Дзиндай модзи[источник не указан 2633 дня]
- Шифр Дорабелла